# Història moderna d'Armènia
Durant els últims anys d'existència de l'Imperi Otomà (1915-1922) una gran proporció d'armenis que vivien a Anatòlia moriren com a resultat del que s'anomena freqüentment el genocidi armeni, que és vist per la major part d'historiadors occidentals i armenis com una matança massiva realitzada per l'Estat. Les autoritats turques, si més no, mantenen que les morts foren el resultat de la guerra civil, a més de les malalties, la fam i les morts causades en ambdós bàndols. La majoria d'estimacions del nombre d'armenis assassinats va de 600.000 a 1.500.000, i aquests fets són commemorats tradicionalment el dia 24 d'abril. Els armenis i molts altres països arreu del món han intentat veure reconeguts oficialment els fets com un genocidi.
Després d'un breu període d'independència en una república armeniana pròpiament dia, establerta després de la Revolució Russa, Armènia va ser reincorporada a l'òrbita soviètica des del 1922 fins al 1936 com la República Socialista Federada Transcaucàsica i del 1936 al 1991 com la República Socialista Soviètica d'Armènia. El 1991 aconsegueix la independència. Tot i això, el conflicte militar que havia iniciat amb Azerbaidjan l'any 1988 (amb raó de la possessió d'un territori de majoria ètnica armènia dins de l'Estat d'Azerbaijan anomenat Nagorno Karabakh) no va tenir esclats violents fins al 1994, quan es va decretar una treva. Les forces de l'Exèrcit armeni van prendre possessió de l'Alt Karabakh i dels districtes del voltant de l'Azerbaidjan. Les economies dels dos països implicats han resultat molt damnificades per l'absència d'una resolució pacífica.